# Réclère
Réclère es una antigua comuna suiza del cantón del Jura, situada en el distrito de Porrentruy. El 1 de enero de 2009 se fusionó con los municipios de Chevenez, Damvant y Roche-d'Or para formar la comuna de Haute-Ajoie.
El municipio limitaba con las comunas de Damvant, Grandfontaine y Roche-d'Or en Suiza, y Vaufrey en Francia.